# Pretoria Central
Pretoria Central (anciennement Capital Central) est le nom du centre-ville historique de Pretoria en Afrique du Sud. Équivalent symbolique du City Bowl au Cap, Pretoria Central est aussi le centre des affaires de la capitale sud-africaine où se situe notamment la banque centrale sud-africaine.

## Démographie
Selon le recensement de 2011, Pretoria Central comprend plus de 32 970 résidents, principalement issu de la communauté noire (93,98 %). Les blancs, majoritaires dans l'ensemble de la ville, représentent 3,11 % des habitants tandis que les Coloureds et les indiens représentent un peu plus de 2 % des résidents.
Linguistiquement très diversifié, les habitants sont à 19,94 % de langue maternelle Sepedi, à 13,74 % de langue maternelle Setswana, à 10,94 % de langue maternelle anglaise ou encore à 8,90 % de langue maternelle isiZulu. Les locuteurs de langue afrikaans sont très minoritaires (3,45 %).

## Localisation

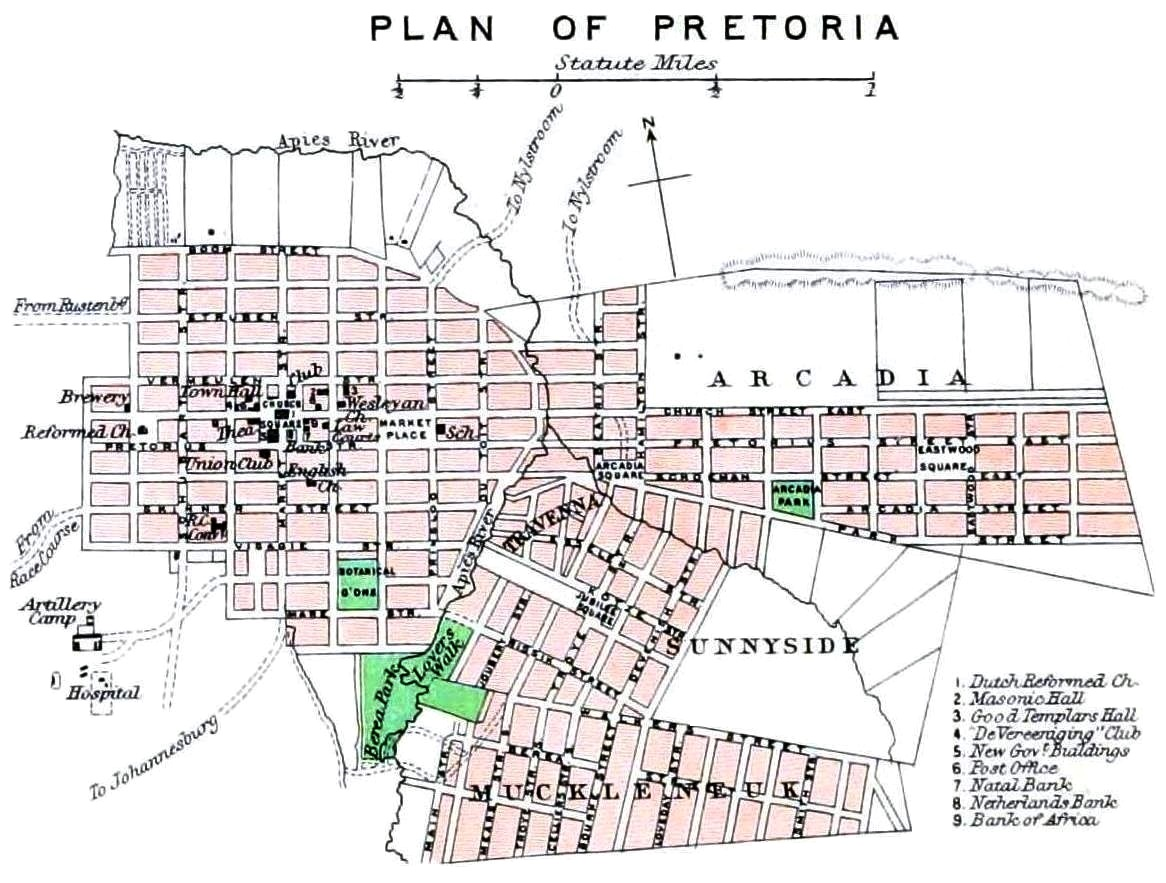
Plan de Pretoria (central) et des faubourgs d'Arcadia, de Trevenna, de Sunnyside et de Muckleneuk en 1895

Le quartier de Pretoria Central est située au sud des quartiers de Capital Park et de Prinshof, au nord de celui de Salvokop, à l’ouest des quartiers d'Arcadia, de Trevenna, de Sunnyside et de Muckleneuk ainsi qu'à l'est de Pretoria West. Il est délimité à l'est par Du Toit street, au nord par Boom street, à l'ouest par Princes Park avenue et au sud par Thabo Sehume street (ex-Andries str.). Configuré autour de church square, point central de la ville historique et de la capitale sud-africaine, ses artères principales sont l'historique church street (sections WF Nkomo et Helen Joseph), Paul Kruger street, Pretorius Street, Struben street, Johannes Ramokhoase Street (ex-Proes str.), Visagie Street, Francis Baard Street (ex-Schoeman str.), Lilian Ngoyi street (ex-Van der Walt st.), Jeff Masemola Street (ex-Jacob Mare str.), Sophie de Bruyn street (ex-Schubart street), Kgosi Mampuru street (ex-Potgieter str.) et Sisulu street (ex-Prinsloo str.).
Le quartier comprend de nombreux bâtiments historiques liés à l'histoire de la république sud-africaine du Transvaal, à l'ère coloniale britannique et à l'Union sud-africaine. Il comprend également des bâtiments officiels (ministères, hôtel de ville de Pretoria), le théâtre d’État, des musées (Transvaal Museum, Kruger House Museum), des sièges bancaires et des immeubles modernes abritant de nombreux logements à vocation sociale.

### Odonymie
Les rues de Pretoria sont tracées au cordeau et, dans le centre-ville, avaient presque toutes été baptisées en l'honneur des Voortrekkers, des Boers, notamment ceux qui s'installèrent sur les fermes qui allaient former Pretoria et de quelques personnalités de la république sud-africaine au Transvaal.
Le 23 mars 2012, plusieurs rues du centre-ville sont rebaptisées au profit d'anciens combattants contre l'apartheid et de personnalités du congrès national africain.
| Noms d'origine en 1859                                 | Noms modifiés au XXe siècle          | Noms modifiés (2012)                                                        |
| ------------------------------------------------------ | ------------------------------------ | --------------------------------------------------------------------------- |
| Place du marché (1859) Place de l'église (années 1880) |                                      | -                                                                           |
| Rue du marché                                          | Paul Kruger street                   | -                                                                           |
| Church Street                                          |                                      | Stanza Bopape Helen Joseph street W.F. Nkomo street Elias Motsoaledi street |
| Uitspanningsplein Market Hall                          | Republic Square Hans Strijdom square | Lillian Ngoyi Square                                                        |
| Boom Str                                               |                                      | -                                                                           |
| Bloed Str                                              |                                      | -                                                                           |
| Koch (Kocks) Street                                    | Bosman street                        | -                                                                           |
| St. Andries                                            | Andries                              | Thabo Sehume                                                                |
| Du Toit Str                                            |                                      | -                                                                           |
| Minnaar Str                                            |                                      | -                                                                           |
| Pretorius Str                                          |                                      | -                                                                           |
| Scheiding Str                                          |                                      | -                                                                           |
| Mare Str.                                              | Paul Maré Street Jacob Mare          | Jeff Masemola                                                               |
| Prinsloo Str.                                          |                                      | Sisulu Str.                                                                 |
| Proes Str.                                             |                                      | Johannes Ramokhoase Street                                                  |
| Schoeman Str.                                          |                                      | Francis Baard Street                                                        |
| Schubart Str.                                          |                                      | Sophie de Bruyn Str.                                                        |
| Skinner Str                                            |                                      | Nana Sita Str.                                                              |
| Struben Str                                            |                                      | -                                                                           |
| Van der Walt Str.                                      |                                      | Lillian Ngoyi Street                                                        |
| Vermeulen Str.                                         |                                      | Madiba Str.                                                                 |
| Visagie Str                                            |                                      | -                                                                           |

## Historique

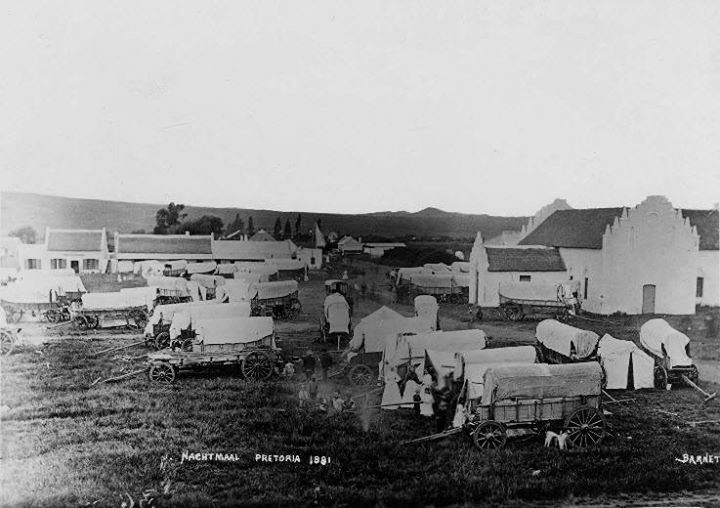
Jour de communion, place de l'église, alors appelée place du marché en 1881 avec à droite, l'historique église réformée paroissiale du Transvaal (démolie en 1882)

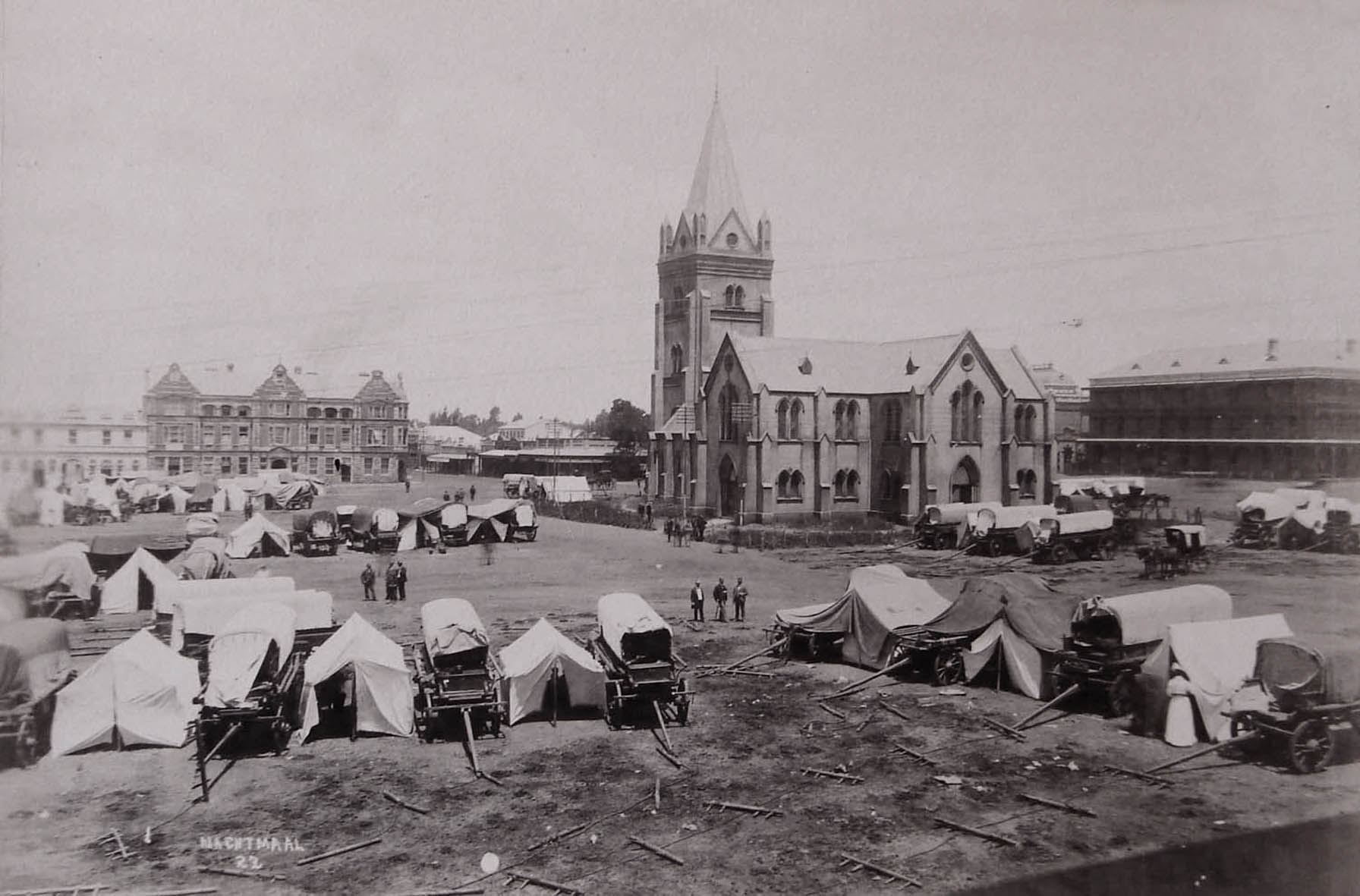
Jour de communion, place de l'église, vers 1895

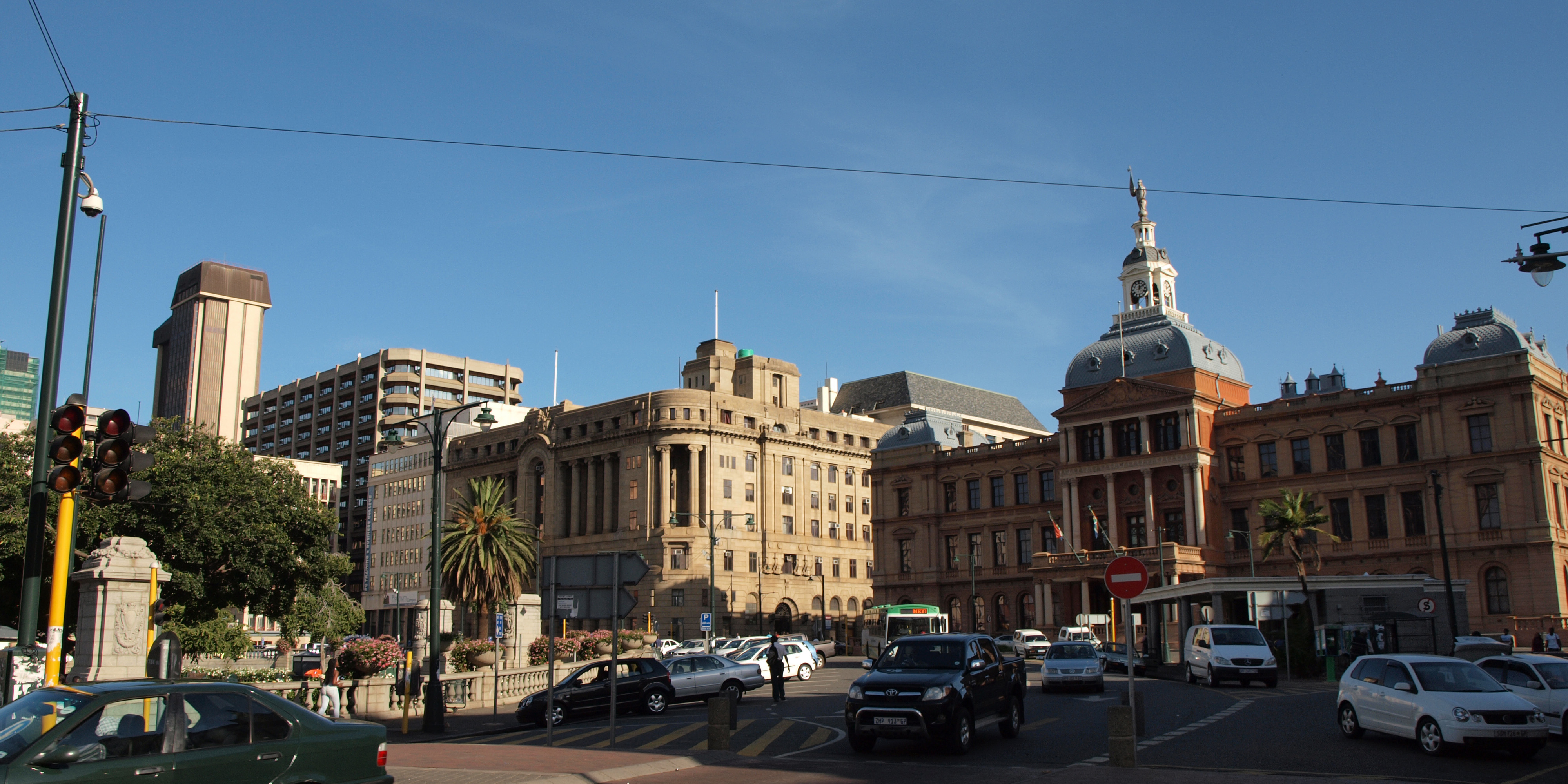
Le Raadsaal sur Church square

Les plus anciennes traces de présence humaine dans la région de l'est des montagnes de Magaliesberg remontent à l'époque des Homo ergaster et les premières traces d'habitats rudimentaires de 700 à 550 ans av. J.-C. Les premiers habitants connus à s'installer dans la vallée de la rivière Apies, où sera fondée la future Pretoria, sont des Ndébélés vers l'année 1600. Dans les années 1820, à la suite du mfecane, les diverses tribus de la région sont confrontées à des groupes de réfugiés, menés par Mzilikazi, qui pillent et tuent tous ceux qui ne se soumettent pas au despotisme du chef zoulou. Toute la région entre le fleuve Limpopo au nord jusqu'au fleuve Orange au sud passe ainsi sous le joug de Mzilikazi. En 1836, l'armée de Mzilikazi est vaincue par les Voortrekkers lors de la bataille de Vegkop et le chef ndébélé contraint de fuir vers le nord et de traverser le fleuve Limpopo.
La vallée de la rivière Apies est ainsi désertée et quasi-inoccupée quand en 1840, deux frères boers, Lucas Bronkhorst (1795-1875) et Gert Bronkhorst (1798-1848), s'installent dans la région. Lucas Bronkhorst fonde la ferme de Groenkloof en 1841 et, avec son frère, celle de Elandsfontein en 1842 où sont construites les premières habitations manifestant la volonté de ces Boers de se sédentariser. Ils sont rapidement suivis par plusieurs familles boers qui s'établissent autour de la ferme d'Andries van der Walt (1814-1861) à Elandspoort.
En 1853, Marthinus Wessel Pretorius, fils du charismatique chef voortrekker Andries Pretorius, rachète Elandspoort et la ferme de Koedoespoort avec l'intention d'y bâtir une ville et une capitale pour le Transvaal. En novembre 1853, les deux fermes forment la congrégation de Pretoria-Philadelphia (fraternité de Pretoria) où sont célébrés, dans la première église bâtie en 1854 sur l'actuel church square, les baptêmes et les mariages pour toute la région du centre Transvaal.
Pretoria est concrètement fondée le 16 novembre 1855 et nommé en hommage à Andries Pretorius. Pretoria compte alors 300 habitants et 80 maisons construites pour la plupart sur la rive ouest de la rivière Apies. Progressivement, une véritable ville se constitue autour de Church square, de church street et de la future Paul Kruger street. En 1860, elle devient la capitale sud-africaine du Transvaal.
Le quartier actuel de Pretoria Central correspond à ce Pretoria fondé en 1855 et développé et urbanisé jusqu'à la fin des années 1880, époque où la commune de Pretoria commence à intégrer ses plus proches faubourgs tels qu'Arcadia.
Surnommé d'abord la « cité des roses » du fait que cette fleur est propice à s'épanouir sous cette latitude et qu'elle recouvre en abondance les jardins et parcs de la ville, Pretoria prend ensuite le surnom de « cité des jacarandas » après l'introduction en 1888 et l'implantation, le long des rues du centre-ville et des faubourgs, de 50 000 jacarandas importés de Rio de Janeiro.
En 1910, Pretoria devient la capitale administrative de l'Union sud-africaine. Son centre-ville (alors appelée Capital central) développe alors son statut de centre des affaires et de centre historique voué au grandes commémorations nationales. Ainsi, en 1954, la statue de Paul Kruger est solennellement installé sur church square. Le 31 mai 1961, devant des milliers de personnes rassemblées sur church square, Charles Swart y prononce son premier discours officiel en tant que premier Président de l’État de la République d'Afrique du Sud.

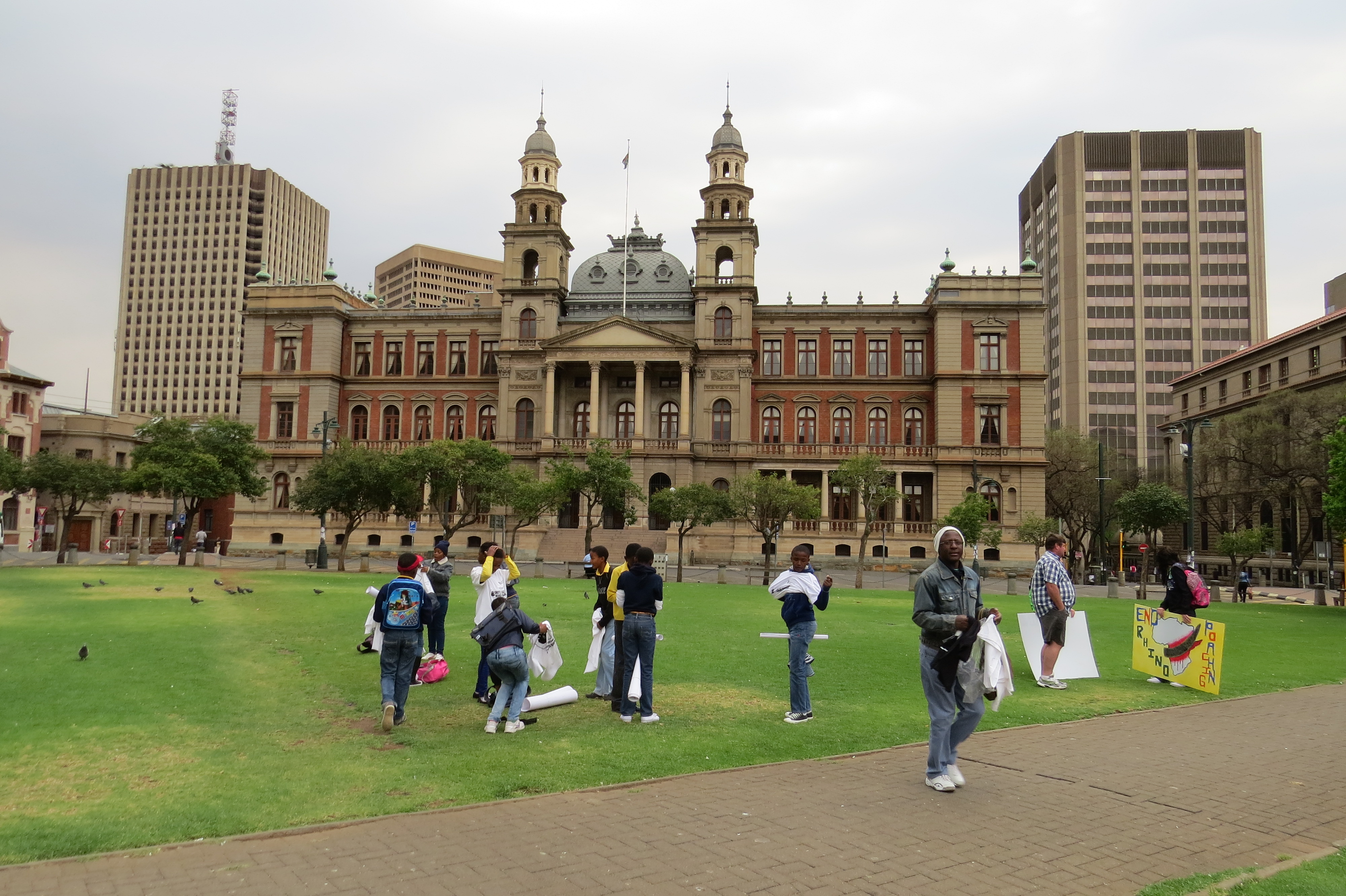
Le palais de justice de Pretoria

Zone classée blanche durant l'apartheid, les noirs, les métis et les indiens qui vivaient dans le centre-ville et dans d'autres quartiers périphériques sont relocalisés vers les banlieues de Laudium, Eesterus, Mamelodi, Atteridgeville et Hammanskraal. Durant cette période, les résidents de Capital central sont alors principalement des blancs et plus spécifiquement des Afrikaners, souvent fonctionnaires ou retraités de la classe moyenne qui profitent des logements de l’État mis à leurs dispositions. Une grande partie du quartier est d'ailleurs l'objet d'un renouvellement urbain dans les années 1960 et 70, sacrifiant de nombreux édifices du 19e et du début du XXe siècle pour laisser place à de grands immeubles d'habitations ou de bureaux.
Depuis la fin de l'apartheid, les habitants blancs ont déserté Capital Central (phénomène de white flight), devenu le lieu de résidence des populations qui étaient autrefois exclus du centre-ville ainsi que des SDF et des mendiants. Au début des années 2000, les commerces de restauration et de divertissement, ainsi que les services se sont également raréfiés dans le quartier, dépourvu par ailleurs d'un nombre suffisant d'infrastructures sociales. De nombreux vendeurs de rues tentent aussi d'écouler une variété de produits de commodité et de biens durables alors que les centres commerciaux sont sous-utilisés et qu'une grande partie des magasins sont inactifs ou disposent de faibles stocks. Enfin, les professions libérales (avocats, médecins, dentistes, comptables) établies dans le quartier sont rarissimes voire inexistantes.

## Politique
Le quartier est dominé par le Congrès national africain (ANC). Lors des élections générales sud-africaines de 2014, dans les 6 circonscriptions se partageant Pretoria Central, l'ANC a remporté de 56 % à 61 % des suffrages contre 23 % à 28 % aux Economic Freedom Fighters (EFF) et de 7 à 11 % des suffrages à l'Alliance démocratique (DA). Dans une septième circonscription partagée avec Muckleneuk, l'ANC s'est imposée avec 52 % des voix contre 21 % aux EFF et 19 % à la DA .

## Économie

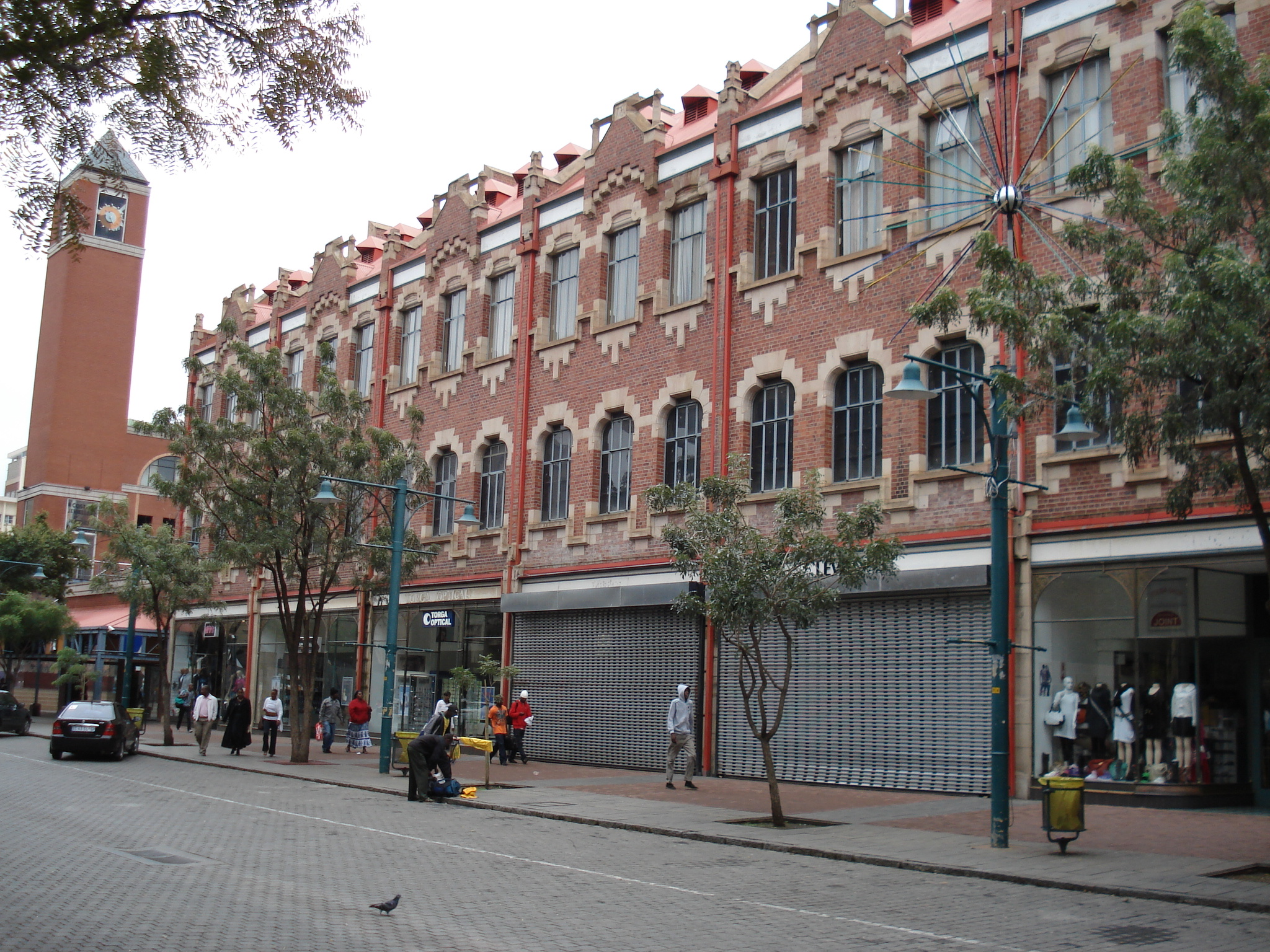
Le Lewis and Marks Building (1903), Sammy Marks Square

La vitalité économique du centre de ville de Pretoria est très limitée. Une forte présence d'employés du gouvernement atteste la présence de bâtiments gouvernementaux ou administratifs (ministères, palais de justice, hôtel de ville, quelques musées). Le centre ville contraste aussi fortement avec les nouvelles banlieues fortifiées où résident essentiellement les populations blanches.

### Galeries et centres commerciaux
Le secteur des rues autour de church street, d'Andries et de van der Walt street en particulier, a longtemps été le centre des principaux commerces de la ville où se situaient, des grands magasins comme Hamilton’s (angle de church street et Andries str, démoli) ou plus tard Cuthbert (angle d'Andries et Church street), OK Bazaars (angle de church et van der walt), Garlicks (équivalent du Macy's américain, fermé en 1993 et démoli pour laisser la place au Sammy Mark square). On y trouve notamment les centres de commerce suivant : 
- Sammy Marks Square
- Woolworths
- Centre Walk (ex-Die Meent)[38]
- Fountains Motown
- Sanlam Middestad
- Shoprite Centre
- The Tramshed Shopping Centre : ancien dépôt de tramway converti pour accueillir des magasins
- Arcade de Capitol Towers
- Arcade Burlington entre church street et Bureau Lane
- Arcade Noordvaal sur Vermeulen street
- Arcade Van Erkom sur Pretorius Street.
- Arcades Polley (Wachthuis) et Thibault entre Schoeman et Pretorius Street

## Monuments et lieux remarquables de Pretoria Central

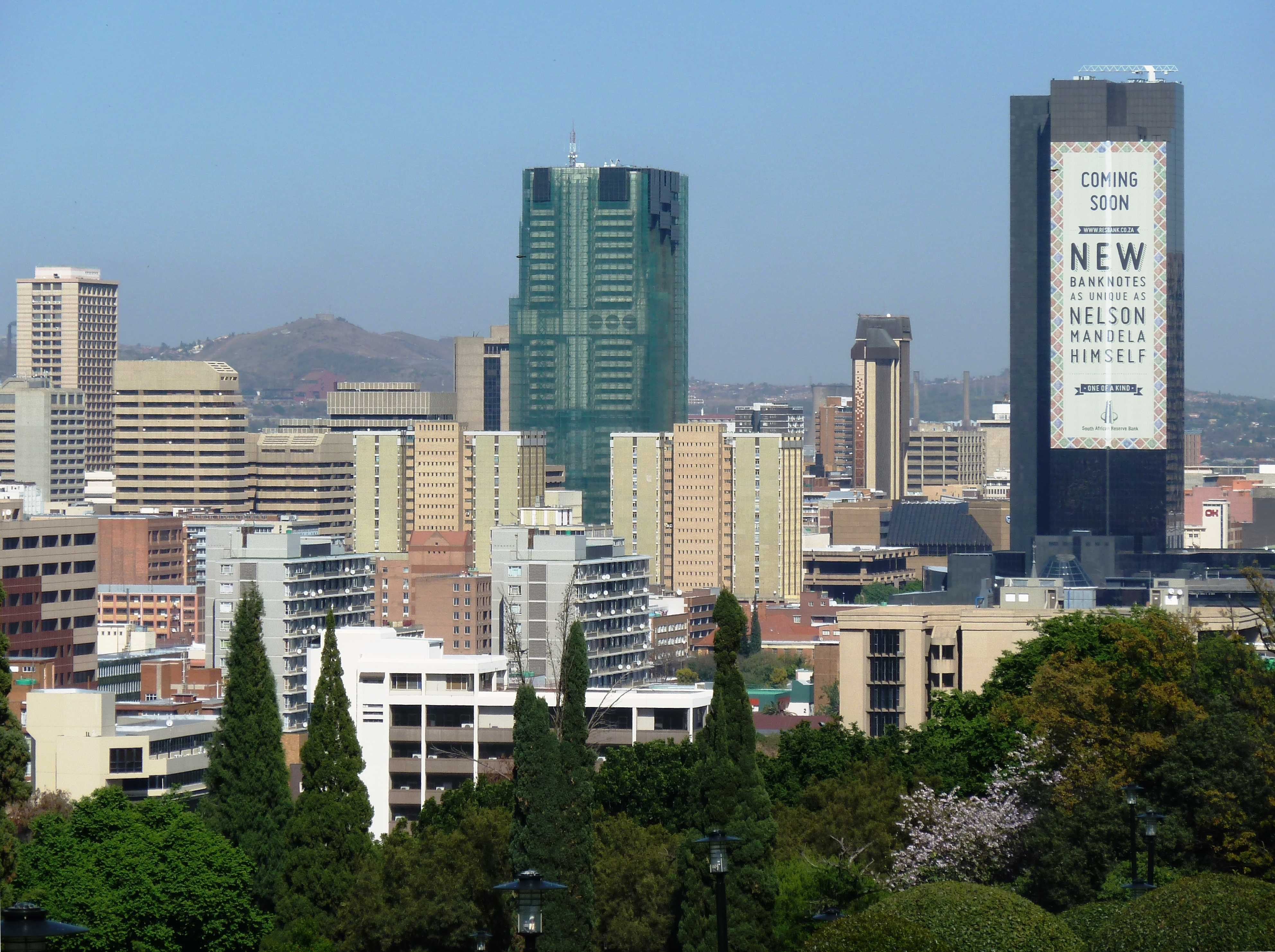
Le quartier des affaires.

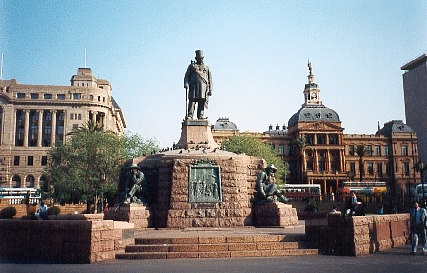
Statue de Paul Kruger réalisée par Anton van Wouw et le Raadsaal sur Church Square.

Melrose House.

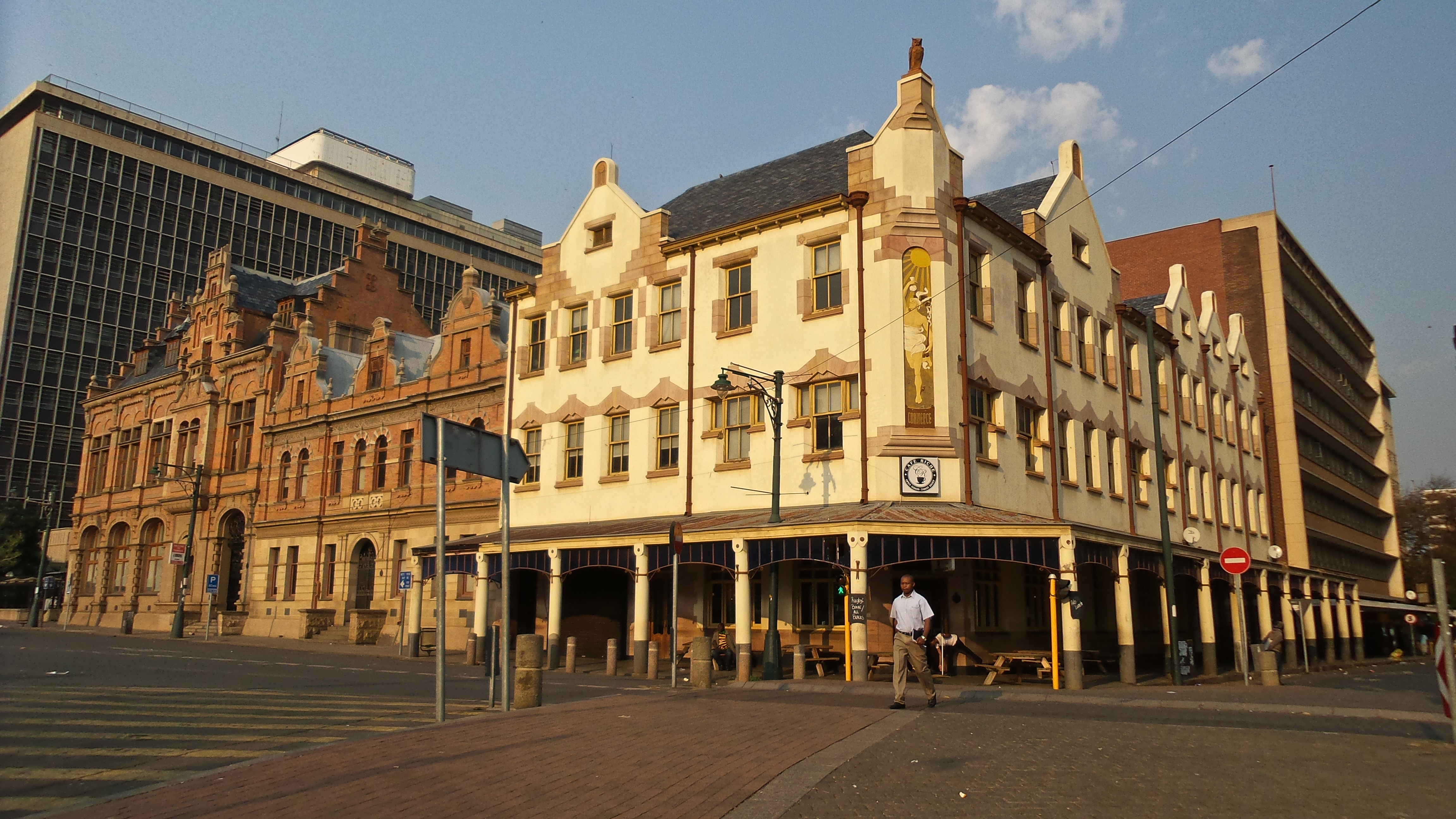
L'ancienne banque néerlandaise (1896) et le Café Riche.

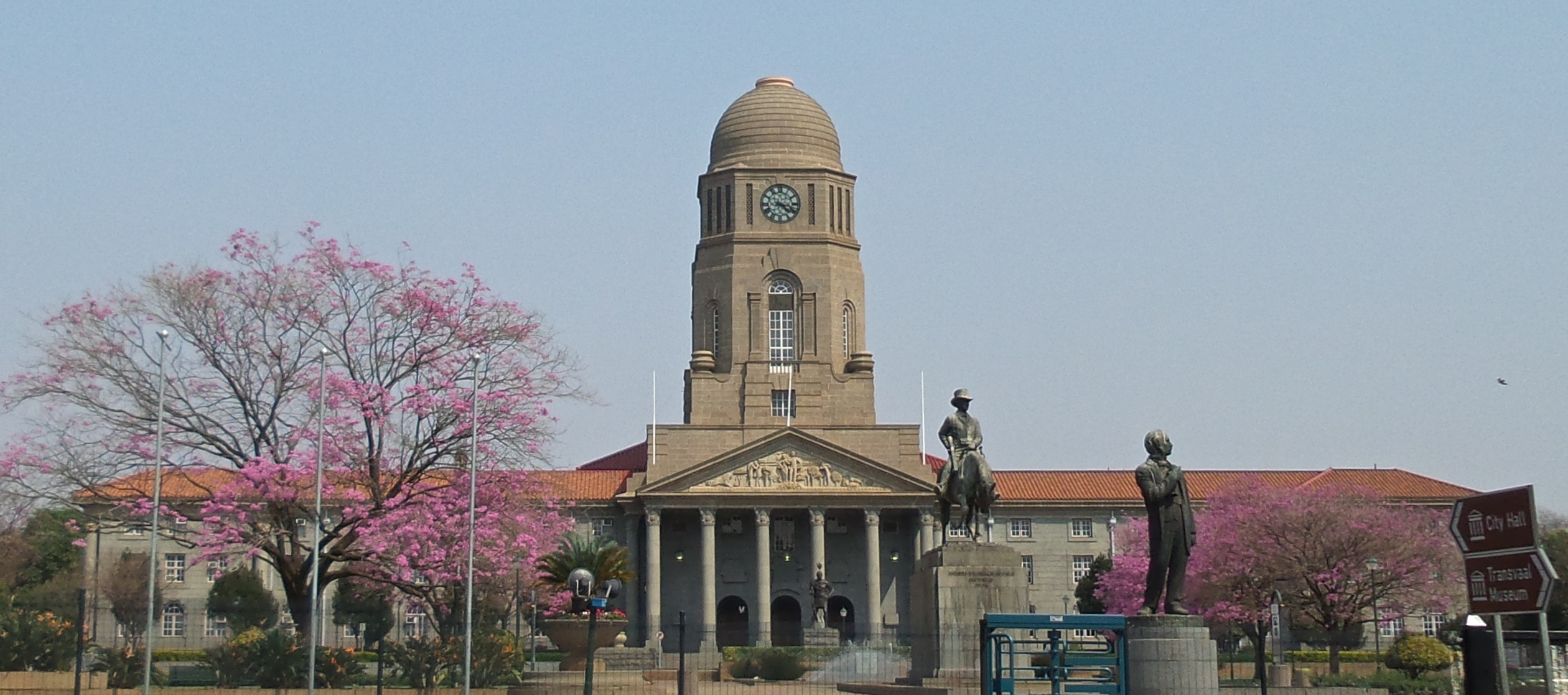
Hôtel de ville de Pretoria et statues d'Andries Pretorius et de Marthinus Wessel Pretorius.

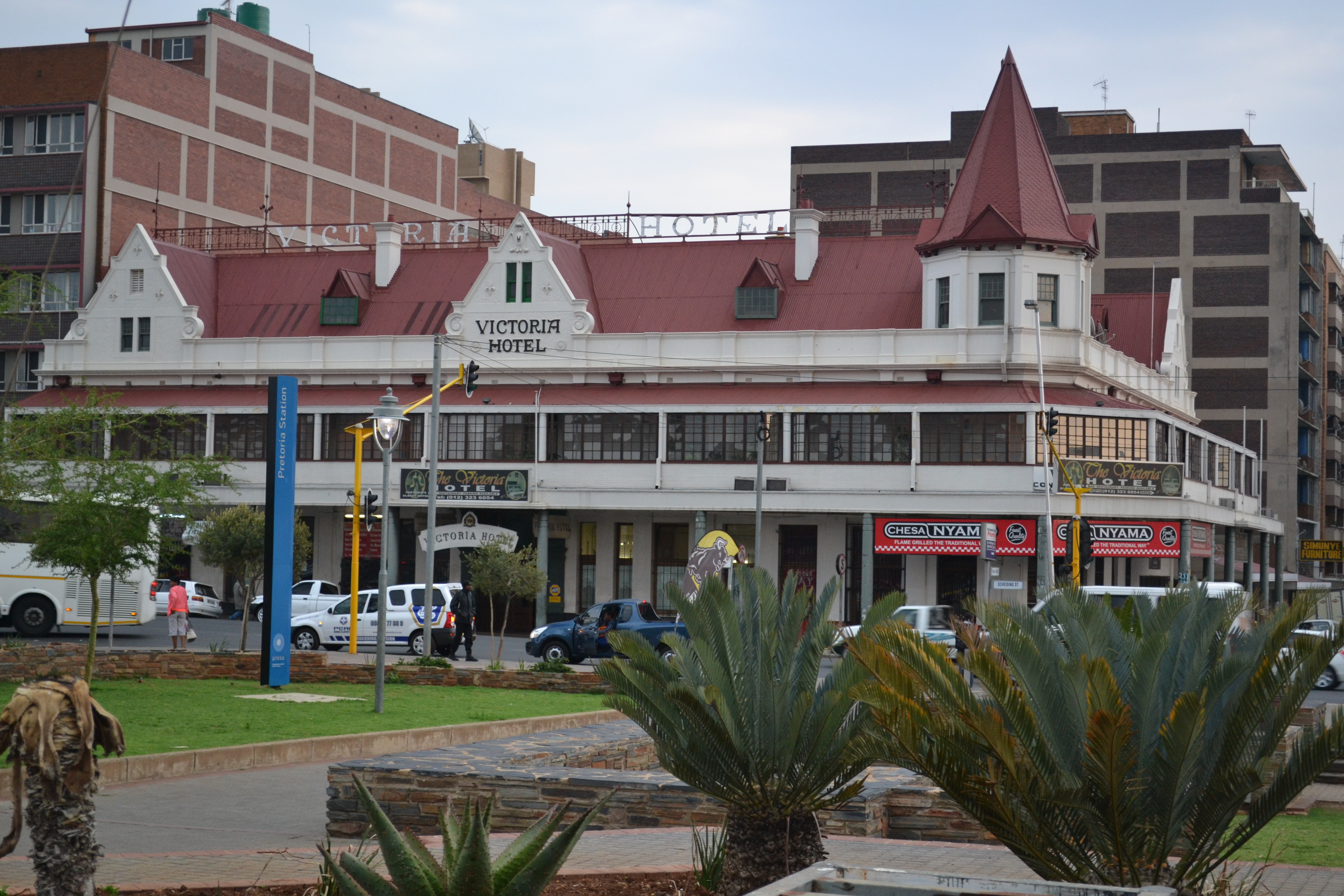
L’hôtel Victoria (1894) à l'angle de Paul Kruger Street et de Scheiding Street.

- Church square est la place centrale et historique de Pretoria. On y trouve :
  - la statue de Paul Kruger, réalisée par Anton van Wouw, située au centre de la place.
  - la Standard Bank ;
  - le Raadsaal (ancien parlement du Transvaal) datant de 1889 ;
  - l'ancienne banque néerlandaise (1896) ;
  - l'ancienne chambre des lois (1885) ;
  - le palais de Justice (1897-1902) ;
  - le bâtiment moderne de l’administration provinciale (1963) ;
  - le bâtiment Tudor Chambers (1904) ;
  - la poste principale (1910) ;
  - le Café Riche (1905) ;
- Melrose House sur Jeff Masolema St., en face du parc Burgers, où fut signé le traité de Vereeniging consacrant la fin de la Seconde Guerre des Boers et la soumission des deux républiques boers en 1902 ;
- la maison de Paul Kruger, 60 Church Street West, qui renferme plusieurs objets personnels de l'ancien président du Transvaal. Inscrit au registre des monuments nationaux depuis 1936.
- l'église réformée néerlandaise de Church Street West, également connue sous le nom d'église du Président ou église de Kruger, de style renaissance néerlandaise et construite en 1896-1897. Monument national depuis 1979 ;
- Strijdom Square (Lilian Ngoyi Square), autrefois dominé par un buste en bronze de J.G. Strijdom (transféré à Nylstroom après l'effondrement de la coupole qui le surplombait) et par la sculpture des chevaux galopant de Danie de Jager (transférée depuis 2008 sur le campus de l'université de Pretoria) ;
- le City Hall : l'hôtel de ville de Pretoria, célèbre pour son carillon et ses 32 cloches, fut inauguré en 1935. Une statue équestre d'Andries Pretorius et une statue en bronze de son fils Marthinus Wessel Pretorius, fondateurs de la ville, se situent dans le jardin (Pretorius square) qui sépare l'hôtel de ville du Transvaal Museum. En 2006, une statue en bronze de 6 mètres de haut du chef Tshwane a été inauguré juste devant l'entrée de l'hôtel de ville[39] ;
- le Transvaal Museum, sur Paul Kruger Street, consacré principalement à la géologie, à l’archéologie et à l’histoire naturelle ;
- Barton Keep, sur Jacob Mare Street. Maison de style victorien érigé en 1888 et propriété de Edmund Francis Bourke, maire de Pretoria en 1903. Cette maison est l'un des derniers vestiges des maisons résidentielles de Pretoria caractéristiques de la fin du XIXe siècle. Elle est monument national depuis 1982 ;
- Hamilton Primary School (ancienne Staatsmeisjesskool), 328 Visagie Street. Monument national depuis 1977 ;
- le "National Cultural History and Open Air Museum" présente une collection d’art rupestre préhistorique et un département consacré aux ethnies et pionniers afrikaners du Transvaal.

## Établissements scolaires
- Hamilton Primary School
- Loreto Convent School
- Pretoria Secondary School
- Princess Park Secondary School & College
- Target High School
- Northwood High School
- Hoërskool Langenhoven